# Bitva u Senice
Bitva u Senice byla menším válečným střetem mezi českým vojskem českého krále Václava II. a uherského krále Václava III. (Ladislava V.), a vojskem uherského magnáta Matúše Čáka Trenčanského. Odehrála se mezi červnem a srpnem roku 1304 v okolí města Senica na historické hranici Moravy a Horních Uher (pozdějšího Slovenska). Skončila odražením útoku Čákových vojsk, což umožnilo volný průchod obou panovníků směrem ku Praze. Václav III. se pak jako uherský král udržel až do října 1305, kdy na tento úřad rezignoval.

## Pozadí
Pozice Václava III. (Ladislava V.) na uherském trůně byla nejistá již od jeho zvolení roku 1301. Výrazně proti němu vystupoval především Karel I. Robert z Anjou, který proti němu zahájil vojenské akce. Poté, co se proti Václavovi III. zformovala koalice Anjouovců, nového papeže Benedikta XI. a Habsburků, především pak Albrechtem Habsburským, vyrazil ještě na jaře 1304 vyrazil Václav II., tou dobou již těžce nemocný tuberkulózou, v čele vojska do Uher na pomoc svému synovi.
Vojsko táhlo přes západní Slovensko a zamířilo k Ostřihomi, kterou vydrancovala. Oba Přemyslovci se pak setkali v červnu na poli Rákuš před Budínem. Potřít přívržence Anjouovců se však nedařilo a Karel Robert se stále vyhýbal přímému střetnutí. Mezitím pronikly jednotky rakouského vévody Rudolfa Habsburského a bývalého spojence Přemyslovců Matouše Čáka Trenčanského, ovládající rozsáhlou oblast především v oblasti řeky Váh v Horních Uhrách, na jižní Moravu. Václav II. se proto s armádou musel okamžitě dostavit do Čech a opustil Uhry. Vzal sebou i Václava III., protože ho zde nemohl nechat bez vojenské podpory. Správu země svěřil oddanému přívrženci Přemyslovců v Uhrách Ivanu Kyseckému.

## Bitva
O střetu obou vojsk se zmiňují některé soudobé prameny, z nichž byla informace o bitvě převzata mj. historiky v 19. století, jako František Palacký či Karel Vladislav Zap.
Při svém návratu v parném létě 1304 bylo přemyslovské vojsko u městečka Senica, kdy procházela česko-uherská hranice, napadeno vojskem Matúše Čáka Trenčanského. Matúš Čák v té době ovládal okolní města a hrady, svým útokem se snažil zabránit úniku vojsk Václava II. a Václava III. z Uher a možnému vojenskému zničení armády Albrechta Habsburského, postupující směrem do Čech. České vojsko se však útoku, patrně slabšího protivníka, úspěšně ubránilo a pokračovalo ke svému postupu do Prahy, kam dorazilo v srpnu téhož roku. Vážně nemocný Václav II. a mladistvý Václav III. se střetu s velkou pravděpodobností osobně nezúčastnili.

## Hodnocení bitvy
Díky zmaření Čákova válečného plánu mohl Václav II. z Prahy v čas vytvořit obranný plán před protipřemyslovskou koalicí. Říšská vojska, doplněná uherskými spojenci, kteří prošli za soustavného plenění Moravou, se vydala k postupu do Čech teprve v říjnu 1304. Po celou dobu se římský král pokoušel dosáhnout velké rozhodující bitvy, ovšem Václav rozdělil svá vojska do menších mobilnějších celků majících za úkol oslabování nepřítele, jenž v nepřátelském a málo osídleném prostředí trpěl stálým nedostatkem proviantu. Snahy Albrechta Habsburského o vojenské podrobení Čech ztroskotaly během obléhání Kutné Hory.
Matúš Čák v následujících letech se svým vojskem provedl několik výpadů na Moravu, v dalších letech válčil také s českým králem Janem Lucemburským, se kterým mj. svedl roku 1315 tzv. bitvu o Holíč. Rozsáhlá povážská území kontroloval až do své smrti roku 1321.